# Okręg wyborczy Nottingham East
Okręg wyborczy Nottingham East powstał w 1885 r. i wysyłał do brytyjskiej Izby Gmin jednego deputowanego. Okręg został zlikwidowany w 1955 r., ale przywrócono go ponownie w 1974 r. Obejmuje on północno-wschodnią część miasta Nottingham.

## Deputowani do brytyjskiej Izby Gmin z okręgu Nottingham East

### Deputowani w latach 1885–1955
- 1885–1895: Arnold Morley, Partia Liberalna
- 1895–1906: Edward Bond
- 1906–1910: Henry Cotton, Partia Liberalna
- 1910–1912: James Archibald Morrison, Partia Konserwatywna
- 1912–1922: John David Rees, Partia Konserwatywna
- 1922–1923: John Plowright Houfton, Partia Konserwatywna
- 1923–1924: Norman Birkett, Partia Liberalna
- 1924–1929: Edmund Brocklebank, Partia Konserwatywna
- 1929–1931: Norman Birkett, Partia Liberalna
- 1931–1945: Louis Gluckstein, Partia Konserwatywna
- 1945–1955: James Harrison, Partia Pracy

### Deputowani do 1974
- 1974–1983: Jack Dunnett, Partia Pracy
- 1983–1992: Michael Knowles, Partia Konserwatywna
- 1992 –: John Heppell, Partia Pracy